# Tranvías de Lisboa

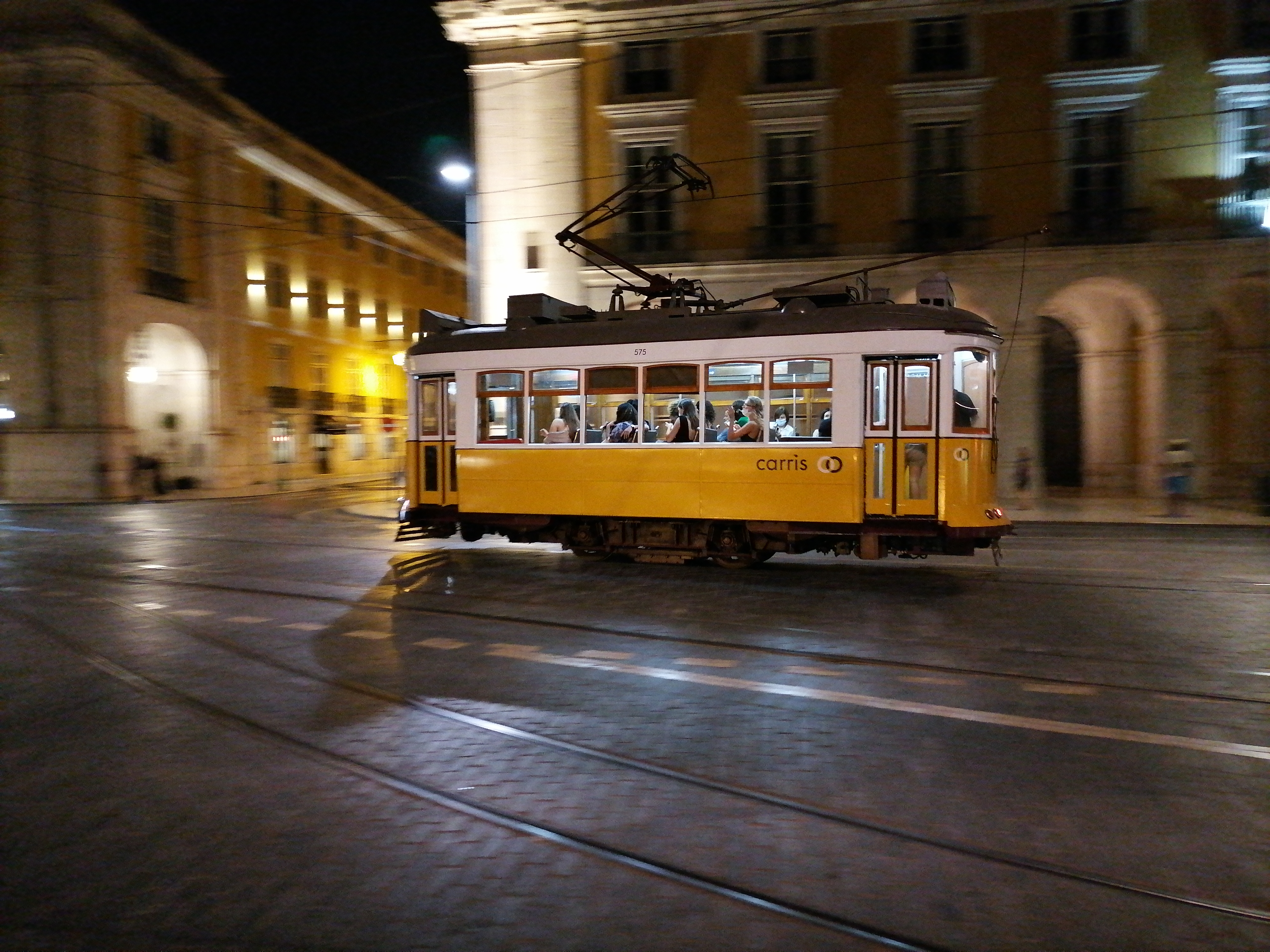
Tranvía remodelado 575 en la Praça do Comércio, en 2022.

La red de tranvías de Lisboa es operada por Carris, la compañía municipal de transportes de Lisboa y está integrada actualmente por seis líneas y cubre un total de 48 km con un ancho de vía de 900 mm, incluyendo 13 km de vía reservada. Emplea a 165 conductores y una flota de 58 vehículos (40 históricos, 10 articulados y 8 ligeros con una única base en la estación de Santo Amaro.

## Historia

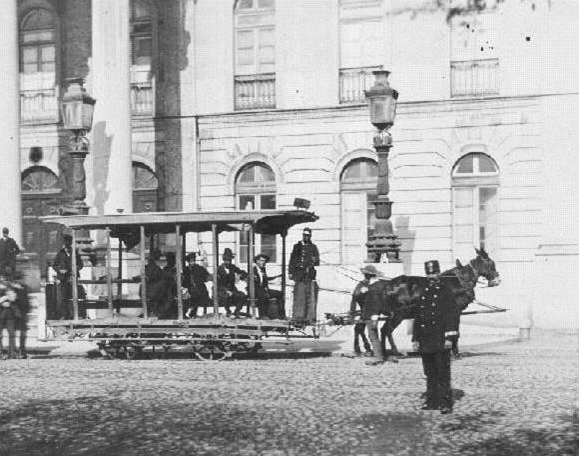
Tranvía de sangre (americano) en Rossio (1873).

La red tranviaria de la ciudad se desarrolló a partir de las líneas de los denominados "coches americanos", tranvías tirados por caballos. En 1900 se instalaron nuevas vías y catenarias junto a un nuevo generador eléctrico a carbón para su funcionamiento. En 1901 se inauguró la primera línea de Cais do Sodré a Algés.
El gobierno municipal de Lisboa deseaba desarrollar una red de transporte público urbano y para ello entregó concesiones para construir y operar diversas líneas de tranvías y funiculares. El primer tranvía de Lisboa inició sus operaciones el 17 de noviembre de 1873 con una línea operada por caballos. Los vehículos eran denominados carros americanos en referencia a su lugar de origen: la John Stephenson Company de Estados Unidos.: 1–2 

### Electrificación y expansión (1901-1957)

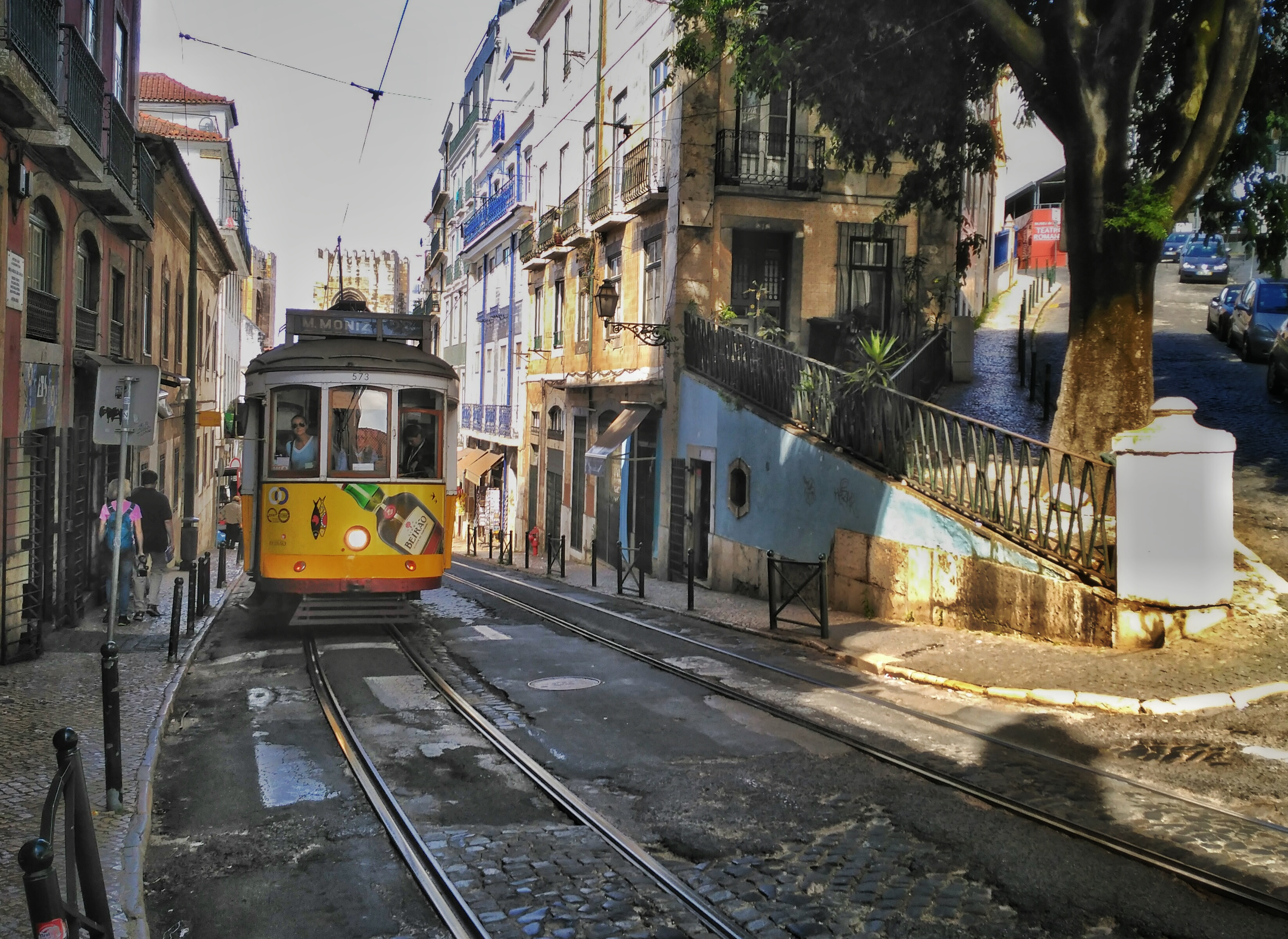
El recorrido 28 es el más emblemático de los tranvías de Lisboa.

El 31 de agosto de 1901 se iniciaron las operaciones de los tranvías eléctricos de Lisboa con el recorrido entre Cais do Sodré y Algés. Dentro de un año, todos los recorridos de los carros americanos habían sido convertidas a la tracción eléctrica, y para 1913 los tranvías de cables habían sido retirados.
Entre 1901 y 1907, la red creció rápidamente, ya que parte de la infraestructura ya existía desde la época de los estadounidenses. La expansión de la red de tranvías continuó hasta la década de 1930: en 1926 la red llegó al Alto de São João, en 1927 a Ajuda y en 1930 a Carnide. También se construyeron nuevos tramos, incluida la conexión entre Graça y Avenida Almirante Reis, en 1925, y la ruta entre Praça Luís de Camões y Rua da Conceição, que es la más empinada (13,5%) de toda la red. En 1936, se expandió a Prazeres y se construyó una conexión entre Campolide y São Sebastião, y en 1941 se inauguró la sucursal de Bairro do Arco do Cego. En 1957 finalizó el ciclo de expansión de la red, con la inauguración del tramo Alto de S. João - Madre Deus, alcanzando su punto álgido la red. En ese momento, la mayoría de carreras terminaron en Rossio, Praça do Comércio, Martim Moniz o Restauradores, y desde allí divergieron por la ciudad.
En la década de 1950 se planificó una terminal (o parada principal) de la red de tranvías de Carris para el lugar donde hoy se ubica la estación Alto dos Moinhos del Metro de Lisboa, aparentemente conectada con el resto de la red de la línea Estrada da Luz (rutas 13 y 13A, hasta Carnide) por la Rua Francisco Baía; se habría situado aproximadamente donde hoy el cruce de Rua Freitas Branco y Rua Alçada Batista servía al entonces planeado Estádio da Luz.
Hasta 1959, la red de líneas había continuado su desarrollo, y en aquel año alcanzó su máxima extensión. En aquel momento, existían 27 recorridos de tranvías en Lisboa, de los cuales 6 operaban como líneas circulares. Dado que las líneas circulares operaban en los sentidos horario y antihorario, cada uno con su propio número de recorrido, es más correcto hablar de 24 rutas en total, todas ellas circulando sobre vías con ancho de 900 mm. En su apogeo hubo alrededor de 30 carreras, como se enumera en la siguiente tabla:
| N.º    | Recorrido |
| ------ | --- |
| 01     | Restauradores – São Sebastião – Sete Rios – Benfica                                                                                                  |
| 02     | Restauradores – Campo Pequeno – Campo Grande – Lumiar                                                                                                |
| 03     | Caminhos de Ferro – Praça da Figueira – Avenida Almirante Reis – Arco do Cego – Campo Pequeno – Bairro Arco do Cego                                  |
| 04 05  | Restauradores – São Sebastião – Saldanha – Avenida da Fontes Pereira de Melo – Avenida da Liberdade – Restauradores (recorrido circular)             |
| 06     | Restauradores – Avenida da Liberdade – Gomes Freire – Martim Moniz – Praça da Figueira                                                               |
| 08     | Rossio – Martim Moniz – Areeiro |
| 09     | Poço do Bispo – Caminhos de Ferro – Praça do Comércio – Cais do Sodré – Santos                                                                       |
| 10 11  | Praça da Figueira – Martim Moniz – Avenida Almirante Reis – Graça – Sé – Praça da Figueira (recorrido circular)                                      |
| 12     | Martim Moniz – São Tomé |
| 13     | Restauradores – São Sebastião – Sete Rios – Carnide                                                                                                  |
| 14 14A | Restauradores – São Sebastião – Campolide – Rato – R. Alexandre Herculano – Restauradores (recorrido circular)                                       |
| 15     | Praça do Comércio – Cais do Sodré – Belém – Algés – Cruz Quebrada                                                                                    |
| 16     | Xabregas – Caminhos de Ferro – Praça do Comércio – Cais do Sodré – Belém                                                                             |
| 17     | Alto de São João – Praça do Chile – Avenida Almirante Reis – Martim Moniz – Praça do Comércio – Conde Barão – Belém                                  |
| 18     | Praça do Comércio – Cais do Sodré – Santos – Calvário – Boa Hora – Ajuda                                                                             |
| 18A    | Praça do Comércio – Cais do Sodré – Conde Barão – Alcântara – Boa Hora – Ajuda                                                                       |
| 19     | Arco do Cego – Avenida Almirante Reis – Martim Moniz – Praça do Comércio – Conde Barão – Alcântara – Santo Amaro                                     |
| 20     | Cais do Sodré – Príncipe Real – Alexandre Herculano – Avenida da Liberdade – Restauradores – Rossio                                                  |
| 21     | São Sebastião – Arco do Cego – Alto de São João – Caminhos de Ferro – R. Alfândega                                                                   |
| 22 23  | Rossio – Praça do Comércio – Conde Barão – São Bento – Rato – Alexandre Herculano – Restauradores – Rossio (recorrido circular)                      |
| 24     | Carmo – Príncipe Real – Campolide – São Sebastião – Arco do Cego – Praça do Chile                                                                    |
| 25 26  | Rossio – Praça do Comércio – Conde Barão – Lapa – Estrela – Rua Amoreiras – Rato – Alexandre Herculano – Restauradores – Rossio (recorrido circular) |
| 27     | São Sebastião – Arco do Cego – Alto de São João – Poço do Bispo                                                                                      |
| 28     | Rossio – Conceição – Largo Luís de Camões – Estrela – Prazeres                                                                                       |

### Declive en la década de 1960
El declive de la red tranviaria de Lisboa se inició con la construcción del Metro y la expansión del sistema de buses.
El 9 de abril de 1944 entraron en servicio los primeros autobuses de Carris, que prestan servicios desde y hacia el aeropuerto, mientras que en 1959 se inauguró el Metro de Lisboa. Estos dos factores contribuyeron a la disminución de la red de tranvías. El metropolitano, por un lado, motivó el cierre de recorridos en los ejes Restauradores - Marquês - Saldanha, Marquês - São Sebastião y, más tarde, Chile - Areeiro. Esta reducción en la capacidad de circulación llevó, en la década de 1970, al cierre de recorridos para Benfica, Carnide y Lumiar, a pesar de que estas ubicaciones no estaban, en ese momento, servidas por el metro. En los años siguientes se abandonaron sucesivamente más secciones de la red. En 1970, Carris anunció que los tranvías en la capital terminarían en 1975.
Con el aumento de población en el Gran Lisboa provocado por la llegada de los «retornados» tras la descolonización de 1975, así como las crisis del petróleo de 1973 y 1979, se pospuso la extinción de los tranvías de Lisboa, registrándose incluso un ligero aumento de las frecuencias.

## Líneas

### Línea 12E Praça da Figueira (Circular)
Es una línea de carácter local en la zona más céntrica de Lisboa y une la zona central de Baixa (área comercial) con los barrios de Mouraria, Alfama y Castelo. Circulando por la rúa São Tomé, permite la unión rápida entre Martim Moniz y Largo das Portas do Sol comparada con la línea 28E que circula por Graça. Funciona, diariamente, entre las 08:00 y las 20:00, aproximadamente.

## Recorridos
| uKBHFa |

| uBHF |

| uBHF |

| uBHF |

| uBHF |

| uBHF |

| uBHF |

| uBHF |

| uBHF |

| uBHF |

| uBHF |

| uBHF |

| uKBHFe |

| uKBHFa |

| uBHF |

| uBHF |

| uBHF |

| uBHF |

| uBHF |

| uBHF |

| uBHF |

| uBHF |

| uBHF |

| uBHF |

| uBHF |

| uKBHFe |

| uKBHFa |

| uBHF |

| uBHF |

| uBHF |

| uBHF |

| uBHF |

| uBHF |

| uBHF |

| uBHF |

| uBHF |

| uBHF |

| uBHF |

| uKBHFe |

| uKBHFa |

| uBHF |

| uBHF |

| uBHF |

| uBHF |

| uBHF |

| uBHF |

| uBHF |

| uBHF |

| uBHF |

| uBHF |

| uBHF |

| uKBHFe |

| uKBHFa |

| uBHF |

| uBHF |

| uKBHFa |

| uBHF |

| uBHF |

| uBHF |

| uBHF |

| uBHF |

| uBHF |

| uBHF |

| uBHF |

| uBHF |

| uBHF |

| uBHF |

| uBHF |

| uBHF |

| uBHF |

| uBHF |

| uBHF |

| uBHF |

| uKBHFe |

| uKBHFa |

| uBHF |

| uBHF |

| uKBHFa |

| uBHF |

| uBHF |

| uBHF |

| uBHF |

| uBHF |

| uBHF |

| uBHF |

| uBHF |

| uBHF |

| uBHF |

| uBHF |

| uBHF |

| uBHF |

| uBHF |

| uBHF |

| uBHF |

| uBHF |

| uKBHFe |

| uKBHFa |

| uBHF |

| uBHF |

| uKBHFa |

| uBHF |

| uBHF |

| uBHF |

| uBHF |

| uBHF |

| uBHF |

| uBHF |

| uBHF |

| uBHF |

| uBHF |

| uBHF |

| uBHF |

| uBHF |

| uBHF |

| uBHF |

| uBHF |

| uBHF |

| uKBHFe |

| uKBHFa |

| uBHF |

| uBHF |

| uKBHFa |

| uBHF |

| uBHF |

| uBHF |

| uBHF |

| uBHF |

| uBHF |

| uBHF |

| uBHF |

| uBHF |

| uBHF |

| uBHF |

| uBHF |

| uBHF |

| uBHF |

| uBHF |

| uBHF |

| uBHF |

| uKBHFe |

| uKBHFa |

| uBHF |

| uBHF |

| uBHF |

| uBHF |

| uBHF |

| uBHF |

| uBHF |

| uBHF |

| uBHF |

| uBHF |

| uBHF |

| uBHF |

| uBHF |

| uBHF |

| uBHF |

| uBHF |

| uKBHFe |

| uKBHFa |

| uBHF |

| uBHF |

| uBHF |

| uBHF |

| uBHF |

| uBHF |

| uBHF |

| uBHF |

| uBHF |

| uBHF |

| uBHF |

| uBHF |

| uBHF |

| uBHF |

| uBHF |

| uBHF |

| uKBHFe |

| uKBHFa |

| uBHF |

| uBHF |

| uBHF |

| uBHF |

| uBHF |

| uBHF |

| uBHF |

| uBHF |

| uBHF |

| uBHF |

| uBHF |

| uBHF |

| uBHF |

| uBHF |

| uBHF |

| uBHF |

| uKBHFe |

| uKBHFa |

| uBHF |

| uBHF |

| uBHF |

| uBHF |

| uBHF |

| uBHF |

| uBHF |

| uBHF |

| uBHF |

| uBHF |

| uBHF |

| uBHF |

| uBHF |

| uBHF |

| uBHF |

| uBHF |

| uKBHFe |

| uKBHFa |

| uBHF |

| uBHF |

| uBHF |

| uBHF |

| uBHF |

| uBHF |

| uBHF |

| uBHF |

| uBHF |

| uKBHFe |

| uKBHFa |

| uBHF |

| uBHF |

| uBHF |

| uBHF |

| uBHF |

| uBHF |

| uBHF |

| uBHF |

| uBHF |

| uKBHFe |

| uKBHFa |

| uBHF |

| uBHF |

| uBHF |

| uBHF |

| uBHF |

| uBHF |

| uBHF |

| uBHF |

| uBHF |

| uKBHFe |

| uKBHFa |

| uBHF |

| uBHF |

| uBHF |

| uBHF |

| uBHF |

| uBHF |

| uBHF |

| uBHF |

| uBHF |

| uKBHFe |

| uKBHFa |

| uBHF |

| uBHF |

| uBHF |

| uBHF |

| uBHF |

| uBHF |

| uBHF |

| uBHF |

| uBHF |

| uBHF |

| uBHF |

| uBHF |

| uBHF |

| uBHF |

| uKBHFe |

| uKBHFa |

| uBHF |

| uBHF |

| uBHF |

| uBHF |

| uBHF |

| uBHF |

| uBHF |

| uBHF |

| uBHF |

| uBHF |

| uBHF |

| uBHF |

| uBHF |

| uBHF |

| uKBHFe |

| uKBHFa |

| uBHF |

| uBHF |

| uBHF |

| uBHF |

| uBHF |

| uBHF |

| uBHF |

| uBHF |

| uBHF |

| uBHF |

| uBHF |

| uBHF |

| uBHF |

| uBHF |

| uKBHFe |

| uKBHFa |

| uBHF |

| uBHF |

| uBHF |

| uBHF |

| uBHF |

| uBHF |

| uBHF |

| uBHF |

| uBHF |

| uBHF |

| uBHF |

| uBHF |

| uBHF |

| uBHF |

| uKBHFe |

| uKBHFa |

| uBHF |

| uBHF |

| uBHF |

| uBHF |

| uBHF |

| uBHF |

| uBHF |

| uBHF |

| uBHF |

| uBHF |

| uBHF |

| uBHF |

| uBHF |

| uBHF |

| uBHF |

| uBHF |

| uBHF |

| uBHF |

| uBHF |

| uBHF |

| uBHF |

| uBHF |

| uBHF |

| uBHF |

| uBHF |

| uBHF |

| uBHF |

| uBHF |

| uBHF |

| uBHF |

| uBHF |

| uKBHFe |

| uKBHFa |

| uBHF |

| uBHF |

| uBHF |

| uBHF |

| uBHF |

| uBHF |

| uBHF |

| uBHF |

| uBHF |

| uBHF |

| uBHF |

| uBHF |

| uBHF |

| uBHF |

| uBHF |

| uBHF |

| uBHF |

| uBHF |

| uBHF |

| uBHF |

| uBHF |

| uBHF |

| uBHF |

| uBHF |

| uBHF |

| uBHF |

| uBHF |

| uBHF |

| uBHF |

| uBHF |

| uBHF |

| uKBHFe |

| uKBHFa |

| uBHF |

| uBHF |

| uBHF |

| uBHF |

| uBHF |

| uBHF |

| uBHF |

| uBHF |

| uBHF |

| uBHF |

| uBHF |

| uBHF |

| uBHF |

| uBHF |

| uBHF |

| uBHF |

| uBHF |

| uBHF |

| uBHF |

| uBHF |

| uBHF |

| uBHF |

| uBHF |

| uBHF |

| uBHF |

| uBHF |

| uBHF |

| uBHF |

| uBHF |

| uBHF |

| uBHF |

| uKBHFe |

| uKBHFa |

| uBHF |

| uBHF |

| uBHF |

| uBHF |

| uBHF |

| uBHF |

| uBHF |

| uBHF |

| uBHF |

| uBHF |

| uBHF |

| uBHF |

| uBHF |

| uBHF |

| uBHF |

| uBHF |

| uBHF |

| uBHF |

| uBHF |

| uBHF |

| uBHF |

| uBHF |

| uBHF |

| uBHF |

| uBHF |

| uBHF |

| uBHF |

| uBHF |

| uBHF |

| uBHF |

| uBHF |

| uKBHFe |

## Flota
La flota de tranvías de Lisboa ha disminuido de 57 vehículos en 2012 a 48 en 2016. Los vehículos usados son:
- Tranvías articulados fabricados por Siemens (Siemens/CAF numerados del 501 al 506 y Siemens/Sorefame numerados del 507 al 510). Estos tranvías articulados fueron introducidos en 1995 y circulan solamente en el recorrido 15.
- Tranvías remodelados (numerados del 541 al 585) utilizados en todos los recorridos.
- Tranvías turísticos utilizados en algunos recorridos.

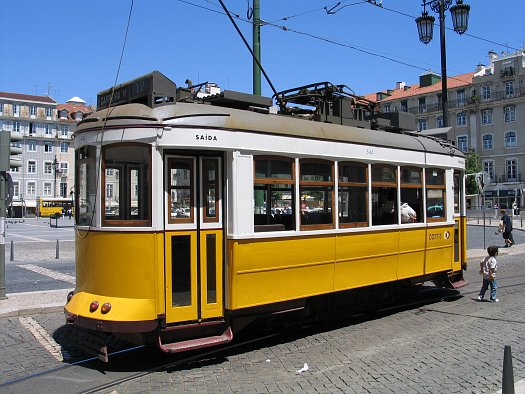
Tranvía “remodelado”.
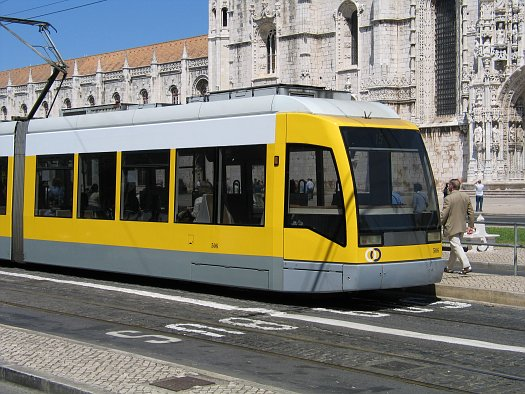
Tranvía “articulado”.
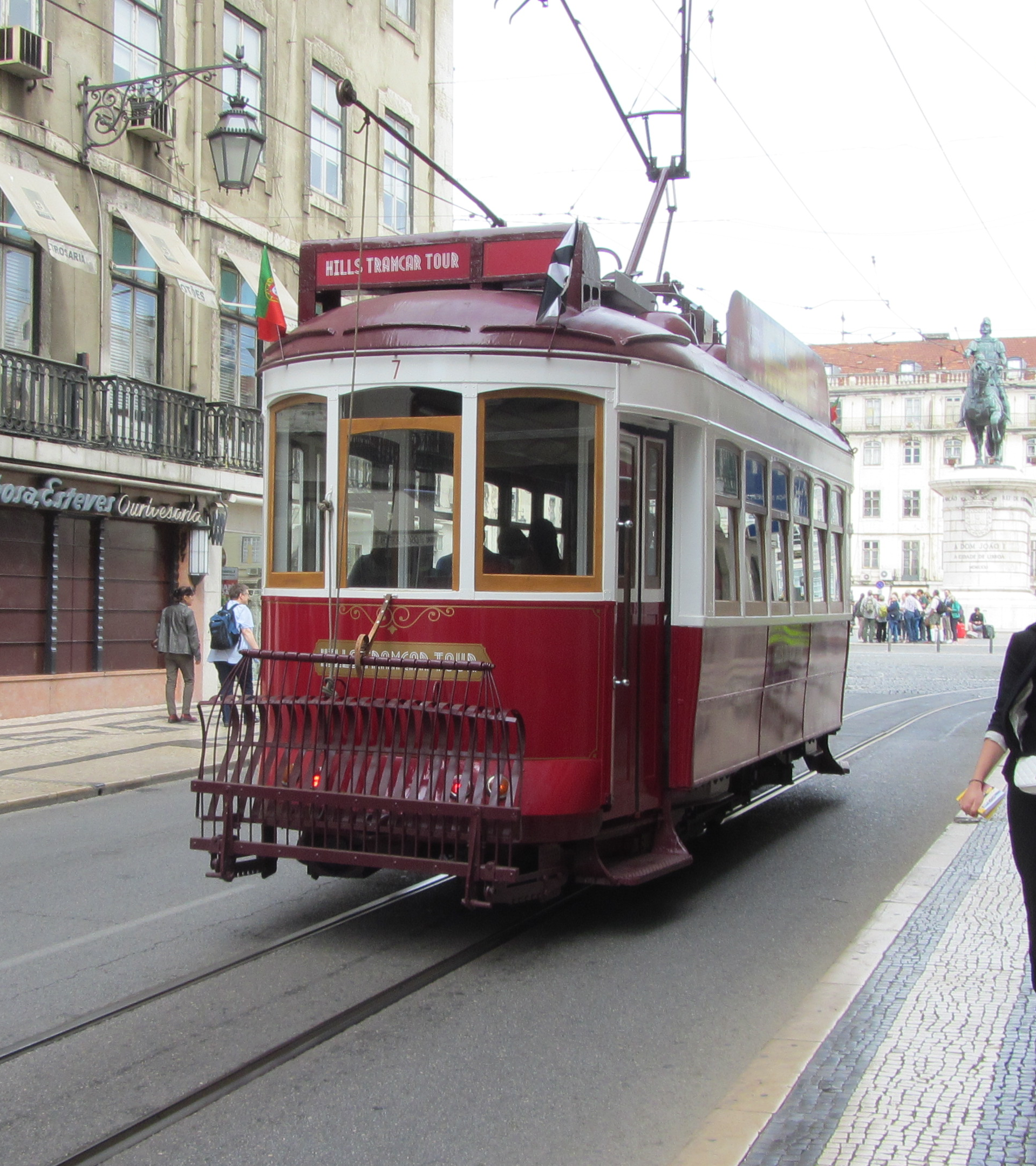
Tranvía rojo para turismo.